# Beerburrum
Beerburrum är en del av en befolkad plats i Australien. Den ligger i kommunen Sunshine Coast och delstaten Queensland, omkring 57 kilometer norr om delstatshuvudstaden Brisbane. Antalet invånare är 600.
Närmaste större samhälle är Caboolture, omkring 14 kilometer söder om Beerburrum. 
I omgivningarna runt Beerburrum växer i huvudsak städsegrön lövskog. Runt Beerburrum är det ganska tätbefolkat, med 80 invånare per kvadratkilometer. Genomsnittlig årsnederbörd är 1 434 millimeter. Den regnigaste månaden är januari, med i genomsnitt 283 mm nederbörd, och den torraste är oktober, med 22 mm nederbörd.